# Гірник (станція)
Гірни́к — проміжна вантажно-пасажирська залізнична станція Донецької дирекції Донецької залізниці.
Розташована в селі Польове, Шахтарський район, Донецької області на лінії Кумшацький — Бункерна між станціями Кумшацький (6 км) та Новий Юнком (8 км).
Через військову агресію Росії на сході України транспортне сполучення припинене.